# Leonie Krail
Leonie Krail (Kreuzlingen, 9 september 1986) is een Zwitserse kunstschaatsster.
Krail is actief in het ijsdansen en haar vaste sportpartner sinds 2003 is Oscar Peter. Hun huidige trainers zijn Natalja Linitsjoek en Gennadi Karpanossov. In het verleden schaatste ze met Marc Fausch.

## Persoonlijke records
| records                | punten | datum      | toernooi |
| ---------------------- | ------ | ---------- | -------- |
| Hoogste totaalscore    | 127.61 | 25-01-2008 | EK       |
| Hoogste verplichte kür | 22.88  | 20-01-2009 | EK       |
| Hoogste originele kür  | 44.10  | 25-03-2008 | WK       |
| Hoogste vrije kür      | 65.98  | 25-01-2008 | EK       |

## Belangrijke resultaten
2003 met Marc Fausch, 2005-2009 met Oscar Peter
| Kampioenschap           | 2003   | 2004 | 2005  | 2006 | 2007  | 2008 | 2009 |
| ----------------------- | ------ | ---- | ----- | ---- | ----- | ---- | ---- |
| Wereldkampioenschap     |        |      |       |      |       | 24e  | 27e  |
| Europees Kampioenschap  |        |      |       | 22e  |       | 20e  | 21e  |
| Nationaal Kampioenschap |        |      | Brons | Goud | Brons | Goud | Goud |
| NK Junioren             | Zilver |      |       |      |       |      |      |